# Camsilato de trimetafán
El camsilato de trimetafán es un medicamento que neutraliza la transmisión colinérgica en los receptores nicotínicos de tipo ganglionar de los ganglios autónomos, bloqueando así tanto el sistema nervioso simpático como el sistema nervioso parasimpático. Actúa como un antagonista competitivo no despolarizante en el receptor nicotínico de la acetilcolina. Además, se clasifica como de acción corta y se administra vía intravenosa.

## Efectos
En primer lugar, el trimetafán es un compuesto de sulfonio por lo que contiene una carga positiva y, consecuentemente, no puede atravesar las membranas de las células (ya que se hallan compuestas por una bicapa lipídica), como las que componen la barrera hematoencefálica. Debido a esto, el trimetafán no causa ningún efecto en el sistema nervioso central.
En segundo lugar, el músculo ciliar del ojo sirve para redondear el cristalino en la acomodación ocular y es controlado principalmente por el aporte del sistema nervioso parasimpático. De esta manera, si se administra un fármaco bloqueador del ganglio el músculo ciliar no puede contraerse (cicloplegia), y el paciente pierde la capacidad de enfocar con el ojo objetos cercanos.
El trimetafán posee, en tercer lugar, un potente efecto en el sistema cardiovascular. En efecto, el tamaño de los vasos sanguíneos se controla fundamentalmente mediante el sistema parasimpático. Como consecuencia, la pérdida del aporte del sistema nervioso parasimpático a los vasos sanguíneos ocasiona en estos un ensanchamiento conocido como vasodilatación, que da lugar a una bajada de la presión sanguínea. Asimismo, se podría decir que la hipertensión ortostática es un efecto secundario común en este tipo de fármacos. Por otra parte, el trimetafán provoca la liberación de histamina, que reduce más aún la presión sanguínea. Entre sus efectos en el corazón encontramos la disminución en la fuerza de contracción y el aumento en la frecuencia cardíaca (taquicardia). No obstante, la taquicardia refleja puede disminuirse o pasar inadvertida debido a que el trimetafán también bloquea los ganglios simpáticos que inervan el corazón.
Por último, la movilidad del tracto gastrointestinal se encuentra regulada por el sistema parasimpático, por lo que un bloqueo de este aporte daría como consecuencia una movilidad reducida, así como estreñimiento.

## Usos terapéuticos
Los usos terapéuticos del trimetafán son muy limitados debido a su competencia con otros medicamentos más nuevos que poseen una acción y unos efectos más selectivos. Sin embargo, en ocasiones se utiliza para tratar crisis hipertensivas y aneurismas por disecciones aórticas, así como edemas pulmonares, y reducir el sangrado durante las neurocirugías.
El fármaco fue descontinuado en 1996.